# Prakriti
Prakriti (प्रकृति) é um termo sânscrito que, para os estudiosos vedantinos e na teosofia, é a natureza objetiva, que é entendida como ilusória. Significa, literalmente, "natureza". É um conceito central do hinduísmo, tendo sido formulado pela escola sânquia. Se refere à matéria primária, composta por três qualidades inatas (gunas), cujo equilíbrio é a base de toda a realidade empírica observada. Prakriti, nessa escola, se caracteriza pelo contraste com o purusha, que é consciência pura e metafísica. O termo também é encontrado em textos de outras religiões indianas, como o jainismo e o budismo.
Nas línguas indianas com raízes sânscritas, prakriti se refere ao aspecto feminino de todas as formas de vida.

## Etimologia e significado
Prakriti é um conceito da era védica que significa "colocar em primeiro, a forma original de qualquer coisa, a substância primária". O termo é discutido por Yāska (~600 a.C.) no Nirukta, e é encontrado em numerosos textos hindus. Nos textos hindus, ele significa "natureza, corpo, matéria, universo fenomênico".

### Ciência
Em termos científicos, Prakriti pode ser amplamente definido como os fenótipos determinados com base em características físicas, psicológicas e fisiológicas, que não estão associadas ao contexto social, dietético, étnico ou geográfico de um indivíduo. Uma pesquisa de microbioma corrobora os princípios fundamentais da Ayurveda de criar um ambiente intestinal saudável, mantendo um microbioma específico para cada indivíduo.

## Discussão
Na escola sânquia, o prakriti é contrastado com o purusha (espírito, consciência), e se refere ao "mundo material, natureza, matéria, caráter físico e psicológico, constituição, têmpera, disposição". De acordo com Knut Jacobsen, no sistema dualístico da escola sânquia, "purusha é o princípio da consciência pura, enquanto prakriti é o princípio da matéria", e purusha é o masculino em todo ser vivo como consciência, e prakriti é o feminino e o substrato que aceita purusha.
Na cosmologia hindu, prakriti é o aspecto feminino da existência, a vontade personificada e a energia do Supremo (Brahman). Já no shaktismo, a Deusa é representada tanto como Brahman como prakriti. Nos textos de sânquia-ioga, prakriti é a potência que provoca a evolução e a mudança no universo empírico. É descrito no Bhagavad Gita como a "força motriz primal". É o constituinte essencial do universo e a base de toda a atividade da criação.
Prakriti está estreitamente associado ao conceito de maiá nos textos hindus.
No jainismo, o termo prakriti é usado na teoria do carma, e é considerado "a forma de matéria que cobre as perfeições da alma (jiva) e impede sua liberação".
De acordo com o sânquia e o Bhagavad Gita, prakriti, ou a natureza, é composto por três gunas, que são tendências ou modos de operação: rajas (criação), sattva (preservação) e tamas (destruição). Sattva engloba qualidades de bondade, luz e harmonia. Rajas é associado ao conceitos de energia, atividade e paixão. Portanto, dependendo de como é usado, pode tanto ter um efeito facilitador como dificultador na evolução da alma. Tamas é, comumente, associado com inércia, escuridão, insensibilidade. Considera-se que as almas mais tamásicas estão envoltas em escuridão e demoram mais para alcançar a liberação.